# Економічний та монетарний союз
Економі́чний та монета́рний сою́з (англ. Economic and Monetary Union) — об'єднання чи група, до якої входить ряд країн, метою яких є сприяння зоні вільної торгівлі між країнами-членами цієї групи, об'єднання.
Задля існування оптимальних і ефективних торговельних відносин між країнами-членами угрупування, виділено ряд обов'язкових критерій, як головних ознак міжінтеграційного процесу у сфері вільної торгівлі. Серед них:
- створення єдиної валюти;
- скасування митних зборів між країнами союзу;
- наявність угод про свободу пересування капіталу і робочої сили;
- наявність угод про гармонізацію фіскальної і монетарної політики;
- наявність наднаціональних органів управління і проведення єдиної макроекономічної політики[1].

Прикладом ЕМС може слугувати у Західній Європі Економічний і монетарний союз Європейського Союзу, у Східній — Митний союз.